# Graham Taylor
Graham Taylor (Worksop, 15 september 1944 – Worksop, 12 januari 2017) was een Engels profvoetballer en voetbalcoach.

## Loopbaan
Taylor speelde als verdediger tussen 1962 en 1972 voor Grimsby Town FC en Lincoln City FC. Nadat hij in 1972 zijn actieve voetballoopbaan moest afbreken wegens een heupblessure, werd hij trainer van Lincoln City, dat uitkwam op het vierde Engelse niveau. In 1976 werd hij met het team kampioen in de Fourth Division. In 1977 verkaste hij naar Watford FC, dat een jaar eerder was overgenomen door de ambitieuze eigenaar Elton John. In vijf jaar tijd leidde Taylor Watford van de Fourth Division naar de First Division, destijds het hoogste Engelse niveau. In seizoen 1982/83 werd het gepromoveerde Watford tweede achter Liverpool FC. In 1984 haalde het de finale van de FA Cup, die het verloor van Everton. Van 1987 tot 1990 was Taylor manager van Aston Villa FC.
In 1990 werd Taylor benoemd tot bondscoach van de nationale ploeg van Engeland. Hij strandde met Engeland in de poulefase van het EK 1992 en wist zich niet te plaatsen voor het wereldkampioenschap voetbal 1994 in de Verenigde Staten, waarna hij werd ontslagen. Hij werd opgevolgd door Terry Venables. Hij was vervolgens trainer van Wolverhampton Wanderers FC, Watford en Aston Villa. Van 2009 tot 2012 was Taylor voorzitter van FC Watford. Tevens werkte hij voor BBC Radio 5 Live.
Graham Taylor overleed in 2017 op 72-jarige leeftijd aan een hartaanval.
1 Woods ·
2 Curle ·
3 Pearce ·
4 Keown ·
5 Walker ·
6 Wright ·
7 Platt ·
8 Steven ·
9 Clough ·
10 Lineker  ·
11 Sinton ·
12 Palmer ·
13 Martyn ·
14 Dorigo ·
15 Webb ·
16 Merson ·
17 Smith ·
18 Daley ·
19 Batty ·
20 Shearer ·
Coach: Taylor